# Capacity planning
Il termine capacity planning indica genericamente il processo mediante cui è possibile stimare la capacità di produzione necessaria ad una certa organizzazione per poter sopperire al mutamento degli scenari di funzionamento dei suoi prodotti o per il raggiungimento di determinati obiettivi economici o di funzionamento prefissati da parte dell'organizzazione aziendale.

## Descrizione

### Nei sistemi informatici
In particolare nell'ambito dei sistemi informatici vanno soddisfatti dei ben determinati requisiti prestazionali nei confronti degli utenti del sistema, anche a seguito (ad esempio) di un aumento del numero totale degli utenti, il tutto tenendo nella dovuta considerazione i costi dell'infrastruttura informatica.
Normalmente il capacity planning a partire da una sistematica misurazione delle prestazioni e dei volumi di carico del sistema, consente di valutare la capacità massima del sistema stesso (ad esempio può stabilire quanti utenti al massimo possono utilizzare il sistema contemporaneamente, prima che certi indicatori di qualità di servizio non siano più soddisfatti). Si può procedere dunque eventualmente ad un nuovo dimensionamento che soddisfi le nuove specifiche/esigenze.

### Nella produzione
L'algoritmo MRP ragiona a capacità infinita, non tenendo conto dei limiti di capacità delle risorse di produzione.
Per questo è nato il CRP (Capacity Requirements Planning), algoritmo che riceve in input dal MRP gli ordini di produzione, ordini che definiscono gli articoli da produrre, le quantità e le date di produzione prevista, combina questo piano con i tempi di produzione, estratti dai cicli di produzione, e calcola il fabbisogno di ore di lavoro per ogni reparto, macchina o operaio, permettendo di verificare la disponibilità di tempo.
L'output del Capacity Planning è chiamato Piano del fabbisogno delle risorse, o anche Diagramma di Manhattan; esso permette di bilanciare il fabbisogno di lavoro con la disponibilità reale, diventando così uno strumento chiave per la pianificazione a capacità finita.